# Кудрявцева, Яна Алексеевна
Я́на Алексе́евна Кудря́вцева (30 сентября 1997, Москва) — российская гимнастка. Серебряный призёр Олимпиады в Рио-де-Жанейро (2016). Тринадцатикратная чемпионка мира по художественной гимнастике (2013, 2014, 2015), пятикратная чемпионка Европы (2012, 2013, 2014, 2015, 2016). Четырёхкратная чемпионка I Европейских игр.
Самая юная абсолютная чемпионка мира за всю историю художественной гимнастики. Заслуженный мастер спорта России.

## Биография
Дочь олимпийского чемпиона 1992 года по плаванию Алексея Кудрявцева и его жены Виктории. У Яны есть младшая сестра Анна.
Спортивная карьера Кудрявцевой стартовала с 2008 года: она выигрывала национальные юниорские турниры, в том числе чемпионат юниоров России в 2009 году в Дмитрове, в 2011 году в Самаре и в 2012 году в Казани.
Яна начала выступать на международных соревнованиях в сезоне 2011 года. В Москве на международном турнире юниоров, проходившем параллельно с этапом Гран-при, она стала первой в команде с Диной и Ариной Авериными, а также в упражнениях с обручем и булавами. Она выиграла юниорский Кубок мира в Пезаро. В 2012 году на первенстве Европы она стала чемпионкой среди юниоров в упражнении с мячом, а также завоевала «золото» в командном многоборье вместе с Юлией Синицыной, Александрой Солдатовой и Дианой Борисовой.
Студентка кафедры теории и методики гимнастики Университета имени П. Ф. Лесгафта (Санкт-Петербург).

### 2013 год
Кудрявцева начала выступления на взрослых соревнованиях в 2013 году на международном турнире среди сениорок, проходившем в рамках этапа Гран-при в Москве, а также на следующем этапе в Холоне, где она выиграла многоборье, упражнения с булавами и мячом и «бронзу» в упражнении с обручем.
Затем приняла участие в этапе Кубка мира в Софии, где заняла первое место в многоборье и стала первой гимнасткой, выигравшей этап Кубка мира в своём дебютном сезоне, оставив позади болгарку Сильвию Митеву и подругу по команде Маргариту Мамун. Она также выиграла упражнения с обручем и булавами и завоевала «бронзу» в упражнении с лентой. На этапе Кубка мира в Минске выиграла вторую подряд золотую медаль в многоборье, а также «золото» в упражнении с мячом и «серебро» в упражнениях с булавами и лентой.
На чемпионате Европы в Вене заменила Александру Меркулову и вместе с подругами по команде, Маргаритой Мамун и Дарьей Сватковской, выиграла золотую медаль в командном многоборье. В финалах отдельных видов она первенствовала в упражнениях с мячом (первой из всех спортсменок получив сумму в 19 баллов при новой системе судейства) и булавами. Яна стала самой молодой чемпионкой Европы, так же как Алина Кабаева, которая тоже выиграла свой первый чемпионат Европы в 15 лет.
Первый финал Кубка мира 2013 года прошёл для Кудрявцевой в Санкт-Петербурге, где она выиграла «бронзу» в многоборье, а также золотую медаль в упражнениях с мячом и «серебро» в упражнениях с лентой и булавами.

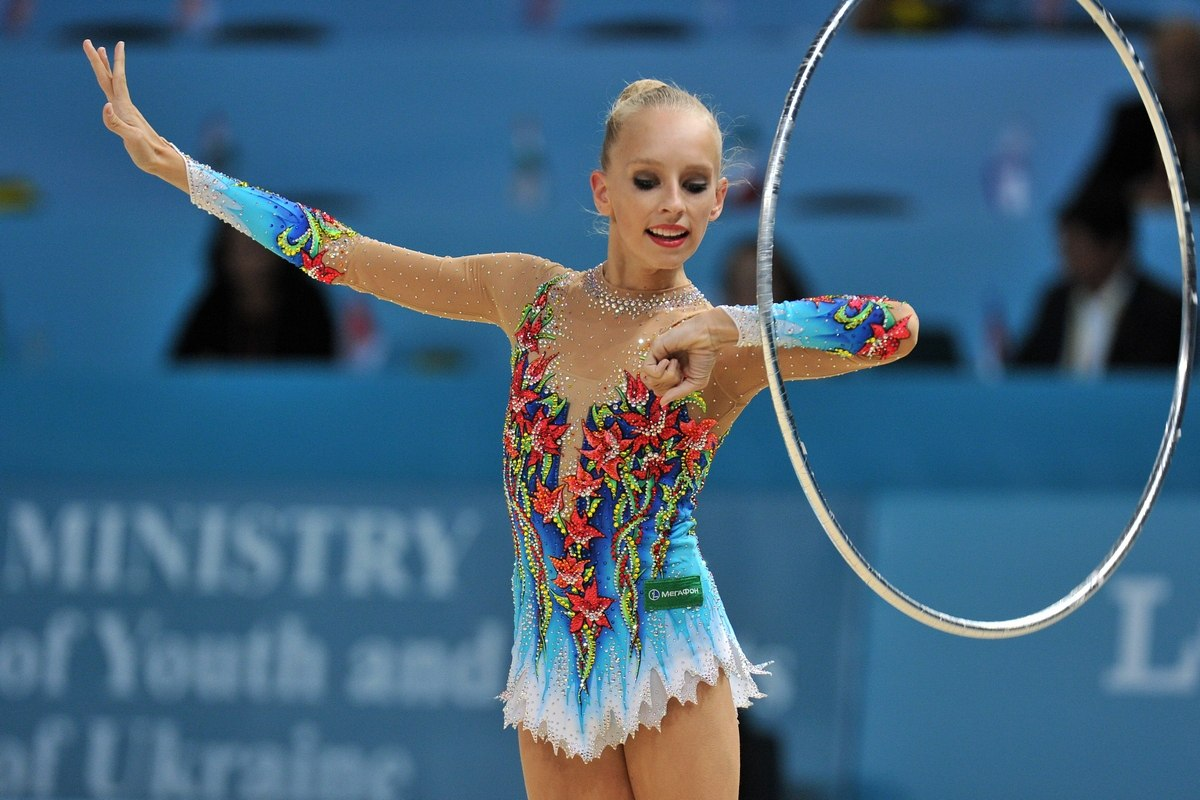
на чемпионате мира 2013 года

В августе того же года дебютировала на чемпионате мира в Киеве. Во время квалификации в упражнении с лентой в результате технических сбоев неоднократно прерывалась музыка, и Яне пришлось выступать заново, что не помешало ей стать первой в этом виде с результатом 18,516. Кроме того, Кудрявцева выиграла золотую медаль в упражнении с булавами, разделив эту награду со своей соотечественницей Маргаритой Мамун, и стала серебряным призёром в упражнениях с мячом и обручем. В финале индивидуального многоборья Яна завоевала «золото», обойдя украинскую гимнастку Анну Ризатдинову и Мелитину Станюту из Беларуси и став самой юной абсолютной чемпионкой мира в 15 лет.
В конце октября в Японии прошёл клубный чемпионат мира Aeon Cup, на котором Кудрявцева вместе с Маргаритой Мамун и Юлией Бравиковой представляла клуб «Газпром». Российские гимнастки победили в командном соревновании, опередив сборные Беларуси (Мелитина Станюта, Екатерина Галкина и Анна Божко) и Украины (Анна Ризатдинова, Виктория Мазур и Элеонора Романова). Помимо этого, Кудрявцева завоевала «золото» и в индивидуальном многоборье.

### 2014 год
Сезон 2014 года Кудрявцева начала с участия в первом турнире серии Гран-при в Москве, став третьей в многоборье и второй в финалах упражнений с обручем и булавами. По словам Ирины Винер, Кудрявцева хоть и не была готова к соревнованиям в полной мере, тем не менее, остаётся одним из трёх лидеров сборной наравне с Маргаритой Мамун и Марией Титовой. Уже на следующих соревнования в Тье Кудрявцева первенствовала в многоборье и двух финалах — с обручем и мячом — и взяла «серебро» в упражнении с булавами, а на этапе Кубка мира в Штутгарте улучшила свои результаты, выиграв четыре золотые медали (многоборье, обруч, мяч, булавы). На Гран-при в Холоне выиграла ещё четыре награды (два «золота» — за ленту и булавы, «серебро» — за многоборье и «бронзу» — за мяч), а на этапе Кубка мира в Пезаро стала победительницей во всех видах программы.
В апреле на прошедшем в Пензе первенстве России Яна Кудрявцева стала абсолютной чемпионкой в индивидуальном многоборье. В мае, на соревнованиях в Корбей-Эсоне и Ташкенте дважды была второй в многоборье, пропуская вперёд свою соотечественницу Маргариту Мамун, а на последующих этапах в Минске и Софии вновь стала первой. На юбилейном тридцатом чемпионате Европы Кудрявцева также праздновала победу как абсолютная чемпионка. На финальном этапе Кубка мира в Казани взяла четыре «золота» (многоборье, мяч, булавы, лента) и одно «серебро» (обруч).
Выступления на чемпионате мира 2014 года в Измире начались с командного многоборья, по итогам которого сборная России (Яна Кудрявцева, Маргарита Мамун и Александра Солдатова) завоевала золотую медаль. Кудрявцева квалифицировалась во все финалы, выиграв «золото» в упражнениях с обручем, мячом (совместно с Маргаритой Мамун) и булавами, и «серебро» — с лентой, а также повторила своё прошлогоднее достижение, став абсолютной чемпионкой в индивидуальном многоборье. В завершение турнира Кудрявцева получила специальный приз от компании Longines за элегантность. Ранее сообщалось, что Яна Кудрявцева и Джулия Штайнгрубер были выбраны посланницами элегантности Longines.
Лауреат приза «Серебряная лань».

### 2015 год

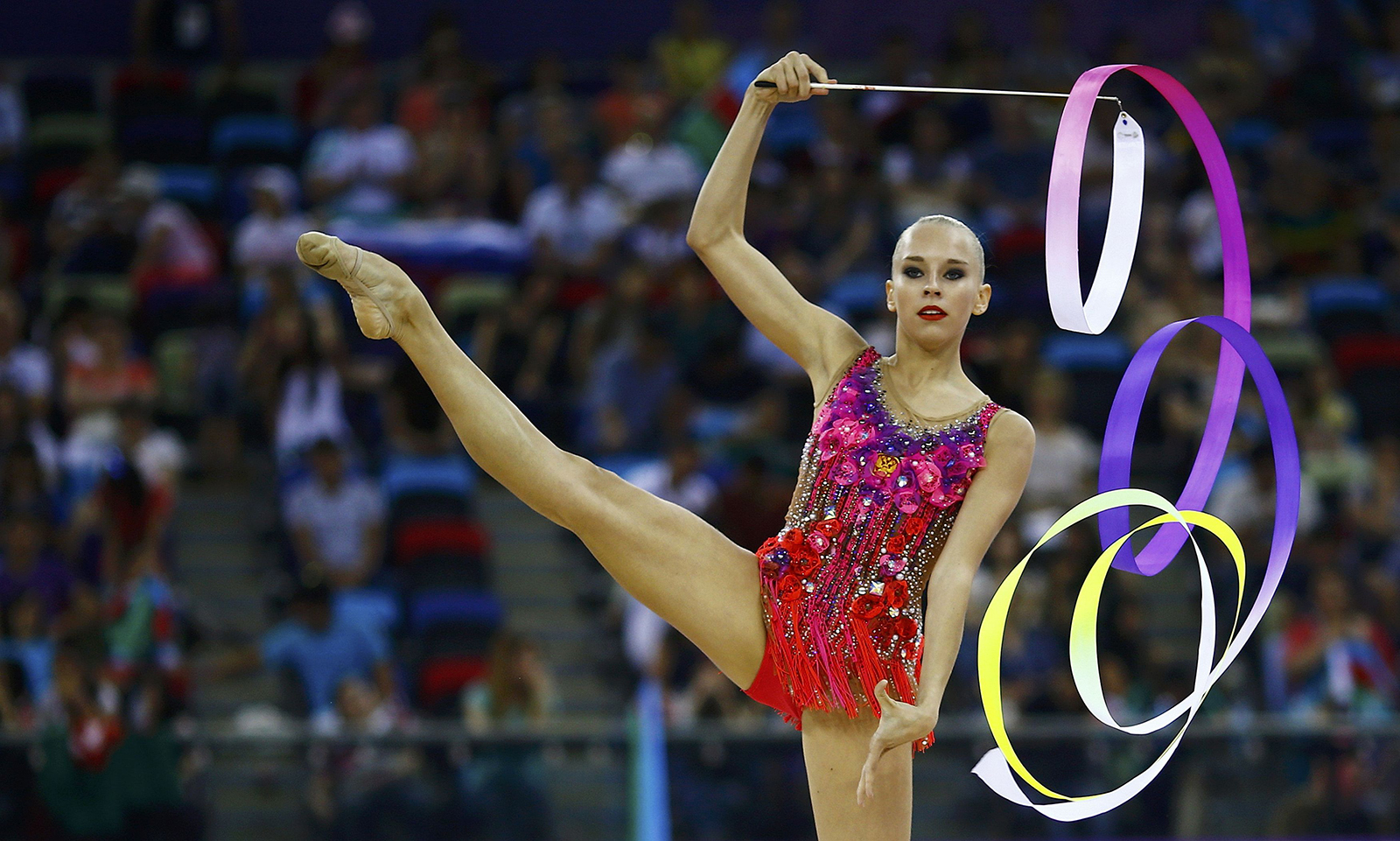
На Европейских играх 2015

В сезоне 2015 года Кудрявцева выступила на пяти этапах Кубка мира: в Лиссабоне («бронза» в многоборье, «серебро» за упражнение с булавами), Пезаро («золото» в многоборье и за упражнения с булавами и лентой, «серебро» — за обруч), Будапеште («золото» в многоборье и за упражнения с обручем и мячом), а на этапах в Бухаресте и Софии выиграла «золото» во всех видах программы. В финале Кубка мира в Казани она стала второй в многоборье, но снялась с соревнований в отдельных видах из-за травмы ноги.
Яна Кудрявцева завоевала золотую медаль в личном многоборье на чемпионате мира по художественной гимнастике в Штутгарте. Её результат — 75,632 балла.

### 2016 год

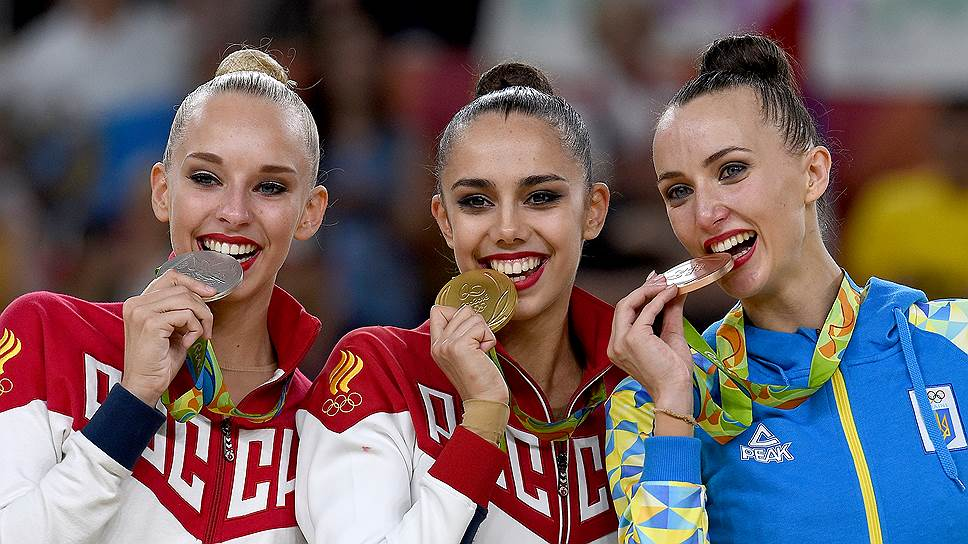
Олимпийский пьедестал: Яна Кудрявцева (серебро), Маргарита Мамун (золото), Анна Ризатдинова (бронза)

Олимпийский сезон Кудрявцева начала с выступлений вне конкурса на международном турнире «Балтийский обруч». Первым официальным стартом для неё стал третий этап Кубка мира в Пезаро, на котором она выиграла многоборье и по решению тренерского штаба не принимала участия в финалах отдельных видов. На этапе Кубка мира в Ташкенте она стала победительницей во всех видах программы, в Софии завоевала «золото» в многоборье и в упражнениях с мячом и лентой, в Казани выиграла «серебро» в многоборье и «золото» в упражнениях с обручем и мячом.
На чемпионате Европы в Холоне стала абсолютной чемпионкой в индивидуальном многоборье.
На Олимпийских играх 2016 года в Бразилии заняла второе место в индивидуальном многоборье, допустив потерю в конце упражнения с булавами.
28 ноября 2016 года глава ВФХГ Ирина Винер-Усманова высказала предположение, что Яна Кудрявцева скорее всего завершит спортивную карьеру из-за тяжёлых последствий перелома ноги. Сама гимнастка заявила, что пока не готова принять окончательное решение, но в начале 2017 года стало известно, что Кудрявцева намерена завершить карьеру, о чём она уведомила Международную федерацию гимнастики ещё в конце прошлого года.

## Личная жизнь
Летом 2018 года Яна Кудрявцева вышла замуж за хоккеиста Дмитрия Кугрышева. 25 декабря 2018 года у них родилась дочь Ева. Весной 2020 года стало известно, что супруги ждут ещё одного ребёнка. 29 августа 2020 года у них родилась вторая дочь Зоя.

## Рекорды
- Самая молодая гимнастка, ставшая абсолютной чемпионкой мира (в 15-летнем возрасте). Рекорд ранее принадлежал Алине Кабаевой (Россия) и Елене Карпухиной (СССР), которые выиграли многоборье в 16 лет.
- Первая гимнастка, выигравшая индивидуальное многоборье в дебютный сезон.
- Первая из гимнасток, получившая 19 баллов по новой 20-балльной системе судейства (чемпионат Европы 2013).
- Рекордсмен I Европейских игр в Баку по количеству золотых медалей[37][38].

## Награды
- Медаль ордена «За заслуги перед Отечеством» I степени (25 августа 2016 года) — за высокие спортивные достижения на Играх XXXI Олимпиады 2016 года в городе Рио-де-Жанейро (Бразилия), проявленные волю к победе и целеустремлённость[39].

## Программы
| Год  | Предмет               | Музыкальная композиция |
| ---- | --------------------- | --- |
| 2016 | Обруч                 | Конь |
| 2016 | Мяч                   | Piano Concerto No.23 — Adagio, Piano Concerto No. 21 — Andante — Вольфганг Амадей Моцарт                                                                                |
| 2016 | Булавы                | Black Gold — Арман Амар |
| 2016 | Лента                 | Valse Triste — Ян Сибелиус |
| 2015 | Обруч                 | Spring Waters — Сергей Рахманинов |
| 2015 | Мяч                   | Why Don’t You Do Right — Эми Ирвинг |
| 2015 | Булавы                | Полёт шмеля — Николай Римский-Корсаков |
| 2015 | Лента                 | La Cumparsita |
| 2014 | Обруч                 | Jota Aragonesa — Михаил Глинка |
| 2014 | Мяч                   | La Bohème — Орнелла Ванони |
| 2014 | Булавы                | Катюша (в исполнении Studio Tanz Orcheste, Klaus Hallen) |
| 2014 | Лента                 | Mendelssohn: Violin Concerto In E Minor, Op. 64 — 1. Allegro Molto Appassionato (в исполнении Анне-Софи Муттер, Берлинский филармонический оркестр, Герберт фон Караян) |
| 2014 | Gala                  | Clair de Lune — Клод Дебюсси |
| 2013 | Обруч (первая версия) | Раз, два, люблю тебя — Надежда Бабкина |
| 2013 | Обруч (вторая версия) | |
| 2013 | Мяч                   | Nocturne No. 2 Op. 9 in E Flat Major — Фридерик Шопен |
| 2013 | Булавы                | «Vendetta Sciliana», «Мельница» — Angelo Petisi Orchestra and Tarantella                                                                                                |
| 2013 | Лента (первая версия) | La Foule — Эдит Пиаф |
| 2013 | Лента (вторая версия) | Padam Padam — Мирей Матьё |
| 2012 | Обруч                 | |
| 2012 | Мяч                   | Динь-динь-динь — Олег Погудин |
| 2012 | Булавы                | |
| 2012 | Лента                 | This Is Halloween — Кошмар перед Рождеством — Дэнни Эльфман |
| 2011 | Обруч                 | Неаполитанская тарантелла — The Godfather Players |
| 2011 | Мяч                   | Kuckucksjodler — Mondscheintrio |
| 2011 | Булавы                | |
| 2011 | Лента                 | Гопак — из балета «Гаянэ» Арама Хачатуряна |
| 2010 | Скакалка              | |
| 2010 | Обруч                 | Неаполитанская тарантелла — The Godfather Players |
| 2010 | Мяч                   | The Yodel Song |
| 2010 | Булавы                | Русская народная |

## Спортивные достижения
Командное первенство среди взрослых проводится только на чемпионатах Европы, мира и некоторых международных соревнованиях.
| Взрослые | Взрослые                          | Взрослые   | Взрослые | Взрослые | Взрослые | Взрослые | Взрослые | Взрослые |
| Год | Турнир                            | Многоборье | Команда  | Обруч    | Мяч      | Булавы   | Лента    |          |
| --- | --------------------------------- | ---------- | -------- | -------- | -------- | -------- | -------- | -------- |
| 2016 | Олимпиада: Рио                    | 2          |          |          |          |          |          |          |
| 2016 | Финал Кубка мира: Баку            | 2          |          | 1        | 3 (Q)    | 1        | 1        |          |
| 2016 | Кубок мира: Казань                | 2          |          | 1        | 1        | 6 (Q)    | WD       |          |
| 2016 | Чемпионат Европы: Холон           | 1          | NT       |          |          |          |          |          |
| 2016 | Кубок мира: София                 | 1          |          | 6 (Q)    | 1        | 4        | 1        |          |
| 2016 | Кубок мира: Ташкент               | 1          |          | 1        | 1        | 1        | 1        |          |
| 2016 | Кубок мира: Пезаро                | 1          |          | WD       | WD       | WD       | WD       |          |
| Год | Турнир                            | Многоборье | Команда  | Обруч    | Мяч      | Булавы   | Лента    |          |
| 2015 | Чемпионат мира: Штутгарт          | 1          | 1        |          | 1        | 1        | 1        |          |
| 2015 | Финал Кубка мира: Казань          | 2          |          | WD       | WD       | WD       | WD       |          |
| 2015 | Кубок мира: София                 | 1          |          | 1        | 1        | 1        | 1        |          |
| 2015 | Кубок мира: Будапешт              | 1          |          | 1        | 1        | 4        | 4 (Q)    |          |
| 2015 | Европейские игры: Баку            | 1          | —        | 2 (Q)    | 1        | 1        | 1        |          |
| 2015 | Гран-при: Холон                   | 1          |          | 1        | 1        | 1        | 3 (Q)    |          |
| 2015 | Чемпионат Европы: Минск           | —          | 1        | —        | 1        | 1        | 1        |          |
| 2015 | Кубок мира: Пезаро                | 1          |          | 2        | 3 (Q)    | 1        | 1        |          |
| 2015 | Кубок мира: Бухарест              | 1          |          | 1        | 1        | 1        | 1        |          |
| 2015 | Кубок мира: Лиссабон              | 3          |          | 4 (Q)    | 3 (Q)    | 2        | 5        |          |
| 2015 | Гран-при: Москва                  | 2          |          | 8        | 17 (Q)   | 2        | 2        |          |
| Год | Турнир                            | Многоборье | Команда  | Обруч    | Мяч      | Булавы   | Лента    |          |
| 2014 | AEON Cup                          | 2          | 1        |          |          |          |          |          |
| 2014 | Чемпионат мира: Измир             | 1          | 1        | 1        | 1        | 1        | 2        |          |
| 2014 | Финал Кубка мира: Казань          | 1          |          | 2        | 1        | 1        | 1        |          |
| 2014 | Кубок мира: София                 | 1          |          | 1        | 1        | 1        | 1        |          |
| 2014 | Чемпионат Европы: Баку            | 1          | NT       |          |          |          |          |          |
| 2014 | Кубок мира: Минск                 | 1          |          | 1        | 1        | 1        | 4        |          |
| 2014 | Кубок мира: Ташкент               | 2          |          | 1        | 1        | 6        | 7        |          |
| 2014 | Кубок мира: Корбей-Эсон           | 2          |          | 2        | 11 (Q)   | 2        | 1        |          |
| 2014 | Кубок мира: Пезаро                | 1          |          | 1        | 1        | 1        | 1        |          |
| 2014 | Гран-при: Холон                   | 2          |          | 3 (Q)    | 3        | 1        | 1        |          |
| 2014 | Кубок мира: Штутгарт              | 1          |          | 1        | 1        | 1        | 5        |          |
| 2014 | Гран-при: Тье                     | 1          |          | 1        | 1        | 2        | 4        |          |
| 2014 | Гран-при: Москва                  | 3          |          | 2        | 5 (Q)    | 2        | 3 (Q)    |          |
| Год | Турнир                            | Многоборье | Команда  | Мяч      | Лента    | Обруч    | Булавы   |          |
| 2013 | AEON Cup                          | 1          | 1        |          |          |          |          |          |
| 2013 | Чемпионат мира: Киев              | 1          | NT       | 2        | 1        | 2        | 1        |          |
| 2013 | Финал Кубка мира: Санкт-Петербург | 3          |          | 1        | 2        | 10 (Q)   | 2        |          |
| 2013 | Чемпионат Европы: Вена            |            | 1        | 1        | 4        |          | 1        |          |
| 2013 | Кубок мира: Минск                 | 1          |          | 1        | 2        | 12 (Q)   | 2        |          |
| 2013 | Кубок мира: София                 | 1          |          | 3        | 3        | 1        | 1        |          |
| 2013 | Кубок Каламаты                    | 1          |          | 1        | 2        | 2        | 1        |          |
| 2013 | Гран-при: Холон                   | 1          |          | 1        | 3        | 3        | 1        |          |
| 2013 | Гран-при: Москва                  | 2          |          |          |          |          |          |          |
| Юниорские |                                   |            |          |          |          |          |          |          |
| Год | Турнир                            | Многоборье | Команда  | Обруч    | Мяч      | Булавы   | Лента    |          |
| 2012 | Чемпионат Европы: Нижний Новгород |            | 1        |          | 1        |          |          |          |
| 2012 | Кубок мира: Киев                  |            | 1        |          | 1        |          |          |          |
| 2012 | Кубок мира: Пезаро                |            | 1        |          | 1        |          |          |          |
| 2012 | Гран-при: Москва                  |            | 1        |          | 1        | 1        |          |          |
| 2011 | Кубок мира: Пезаро                | 1          | 1        | 1        | 1        | 1        | 1        |          |
| 2011 | Гран-при: Москва                  |            | 1        | 1        |          | 1        |          |          |
| NT = Без командных соревнований WD = Снялась с соревнований N (Q) = Место в квалификационных соревнованиях. По результатам квалификации только 8 лучших гимнасток проходят в финал |                                   |            |          |          |          |          |          |          |